# Henri Lafleur
Pour les articles homonymes, voir Lafleur.
Henri Lafleur, industriel et homme politique français, né le 18 avril 1902 à Nouméa (Nouvelle-Calédonie) et mort le 13 octobre 1974 à Neuilly-sur-Seine. Il est le père l'homme politique Jacques Lafleur.

## L'homme d'affaires
Il est le deuxième fils et troisième enfant d'Arthur Lafleur (né en 1854), originaire de Lorraine venu en Nouvelle-Calédonie comme commis de l'administration pénitentiaire devenu ensuite agent d'affaires à Nouméa, et de Cécilia Dignola, née à Messine en 1869 et fille de Giuseppe Dignola, un italien condamné en 1879 aux travaux forcés à perpétuité en Nouvelle-Calédonie pour contrefaçon et émission de fausse monnaie et devenu concessionnaire dans la colonie pénitentiaire de Bourail. 
Après ses études secondaires au collège Lapérouse de Nouméa, il y devient maître d'étude, et écrit la chronique sportive dans le principal quotidien de l'archipel, La France Australe. Passionné de football, il participe ainsi à la création en 1928 de la Fédération calédonienne de football. 
Mais Henri Lafleur se lance surtout dans la prospection d'abord forestière puis minière, comme son frère aîné Maurice, et fait fortune. Il devient le propriétaire de nombreuses concessions de nickel et de chrome, notamment dans le nord de la Grande Terre. Il est bientôt l'un des principaux exportateurs calédoniens de ces deux minéraux, et devient le dirigeant ou un actionnaire dans de nombreuses entreprises. Il se lance également dans l'élevage et la conserverie de viande de bœuf en rachetant la Société de Ouaco, dans le village éponyme situé sur la côte nord-ouest de l'archipel et qui devient le bastion de la famille Lafleur. Mais il consacre surtout une grande partie de sa vie à la politique.

## Son engagement local
Il dirige à partir de 1925 le journal Le Démocrate de Nouvelle-Calédonie et Dépendances, organe du Parti républicain démocrate, un mouvement local. Il est élu pour la première fois au conseil général de la colonie, ancêtre de toute assemblée délibérante locale, le 21 août 1938 lors d'un scrutin partiel pour pourvoir le siège laissé vacant par la démission de F. Collardeau, il le reste jusqu'à la dissolution de cette institution le 16 décembre 1940 sur décision du gouverneur nommé par la France libre Henri Sautot pour raison de guerre (le conseil général est alors remplacé par un conseil d'administration de 12 membres nommés par le gouverneur). Après la Libération et le rétablissement progressif des instances républicaines, Henri Lafleur réintègre le conseil général pour la nouvelle 1re circonscription (Nouméa), il le reste jusqu'en 1953. 
Ensuite, par la loi-cadre Defferre de 1956, le conseil général est transformé en Assemblée territoriale où il est élu le 6 octobre 1957, et réélu ensuite le 7 décembre 1958 mais il doit démissionner à la suite de son élection au Sénat le 26 avril 1959, il est réélu néanmoins le 15 avril 1962 et le reste jusqu'à ce qu'il démissionne le 20 novembre 1971 pour dénoncer les abus de l'Union calédonienne qui évolue peu à peu d'abord vers une volonté d'autonomie locale, avant d'aller plus tard vers l'indépendantisme (à partir de 1977). Il ne se représente pas aux élections territoriales de 1972, laissant sa place à son fils Jacques Lafleur. 
Politiquement, il incarne l'attachement fidèle à la France tout en appelant à une certaine autonomie. Il est ainsi le fondateur de plusieurs mouvement politiques situés à droite de l'échiquier politique local : le Rassemblement calédonien (Rascal) en 1958, l'Union démocratique (UD) en 1969 et l'Entente démocratique et sociale (EDS) en 1972. Il apparaît comme l'un des principaux opposants à Maurice Lenormand et son parti, l'Union calédonienne, qui dominent alors la vie politique calédonienne entre les années 1950 et 1970. Mais sa position de personnalité dominante de l'opposition de droite va toujours lui être contestée d'une part par les gaullistes de l'avocat Georges Chatenay et d'autre part par le maire conservateur de Nouméa Roger Laroque, avec qui il finit par s'allier au début des années 1970. 

## Sénateur de la Nouvelle-Calédonie
Mais Henri Lafleur est surtout connu pour avoir été pendant près de 25 ans le représentant du territoire à la Chambre haute du Parlement français. En effet, après la Libération, la Nouvelle-Calédonie est faite Territoire d'outre-mer et obtient donc un siège aux deux chambres du Parlement de la nouvelle constitution, à savoir l'Assemblée nationale et le Conseil de la République (ancêtre de l'actuel Sénat). Le 28 janvier 1947, Henri Lafleur est élu conseiller de la République, c'est-à-dire sénateur, par le conseil général par 11 voix contre 7 à son adversaire, Georges Gaudriault. Il siège alors au groupe des Républicains indépendants, le groupe de la droite non-gaulliste et de tendance conservatrice et libérale. Il est réélu le 19 décembre 1948. Le 11 janvier 1951, il est élu président de la Commission de la France d'Outre-Mer au Conseil de la République et il devient alors l'une des personnalités les plus remarquées de cette assemblée, étant incontournable en matière des questions de l'Outre-Mer français. Il a alors une importante activité législative qui traite de thèmes variés comme l'aide aux victimes des cyclones en 1948, le retrait du privilège d'émission du Franc Pacifique de la Banque de l'Indochine en 1948 également, l'interdiction de séjour et les recherches atomiques en Nouvelle-Calédonie en 1950, le code du travail dans les TOM ou encore la composition et la formation du Conseil général en 1951-1952. Il défend l'idée d'une complémentarité économique des composantes de l'Union française et de l'évolution de cette dernière en « marché commun ». 
Mais, lors du renouvellement du 19 juin 1955, il est battu par le candidat de l'Union calédonienne, Armand Ohlen. Il faut attendre le 26 avril 1959 et la réforme constitutionnelle du général de Gaulle créant la Ve République et transformant le Conseil de la République en Sénat pour qu'il soit réélu sénateur en battant Armand Ohlen. Il retrouve alors le groupe de la droite libérale, alliée à Charles de Gaulle, rebaptisée Union des Républicains et Indépendants. Il soutient au Sénat la politique du général de Gaulle et est sans cesse réélu jusqu'à sa mort le 13 octobre 1974.

## Mandats politiques
- 1947 - 1953 : conseiller général pour la première circonscription de la Nouvelle-Calédonie
- 28/01/1947 - 19/12/1948 : Conseiller de la République pour la Nouvelle-Calédonie
- 19/12/1948 - 19/06/1955 : Conseiller de la République pour la Nouvelle-Calédonie
- 11/01/1951 - 19/06/1955 : président de la Commission de la France d'Outre-Mer au Conseil de la République
- 06/10/1957 - 07/12/1958 : membre de l'Assemblée Territoriale de Nouvelle-Calédonie pour la 1re circonscription
- 07/12/1958 - 26/04/1959 : membre de l'Assemblée Territoriale de Nouvelle-Calédonie pour la 1re circonscription
- 26/04/1959 - 26/09/1965 : sénateur de la Nouvelle-Calédonie
- 15/04/1962 - 13/08/1962 : membre de l'Assemblée Territoriale de Nouvelle-Calédonie pour la 1re circonscription
- 04/11/1962 - 09/07/1967 : membre de l'Assemblée Territoriale de Nouvelle-Calédonie pour la 1re circonscription
- 26/09/1965 - 22/09/1974 : sénateur de la Nouvelle-Calédonie
- 09/07/1967 - 20/11/1971 : membre de l'Assemblée Territoriale de Nouvelle-Calédonie pour la 1re circonscription
- 22/09/1974 - 13/10/1974 : sénateur de la Nouvelle-Calédonie

## Famille
Henri Lafleur a épousé le 18 janvier 1930 à Nouméa Claudine Spahr (Nouméa, 29 juin 1901 - Paris, 16e, 30 août 1957), issue d'une vieille famille calédonienne protestante d'origine alsacienne par ses grands-parents paternels (installés en Nouvelle-Calédonie après la guerre franco-allemande de 1870) et du Dauphiné par son grand-père maternel (Maurice Chatenay, condamné en 1864 pour escroquerie, transporté en 1867 et libéré en 1873). Il en a eu trois enfants : Claude (né le 22 mai 1930), Jacques (né le 20 novembre 1932 et décédé le 4 décembre 2010, le député) et Jean (né le 13 juin 1935 et décédé le 15 février 1986). À la suite de son divorce avec Claudine Spahr qui n'était autre que la cousine de sa seconde femme France Chaine, il eut deux enfants Caecilia Lafleur et Henri Lafleur. 
Ses trois fils gèrent par la suite sa fortune et forment un groupe financier familial qui est toujours de mise à l'heure actuelle. 

## Honneurs et postérité
Chevalier de l'Ordre national de la Légion d'honneur, Henri Lafleur est également officier de l'ordre de l'Étoile de la Grande Comore. 
Une importante artère de Nouméa, appelée jusque-là Avenue de la Victoire, a été rebaptisée en son honneur Avenue de la Victoire - Henri Lafleur. Un timbre à son effigie a été émis par l'Office des postes et télécommunications de Nouvelle-Calédonie le 13 juin 1997, à l'occasion du cinquantième anniversaire de sa première élection à la chambre haute du Parlement français ainsi que ses 25 années d'activités parlementaires. 